# Carlos Savransky
Carlos Federico Savransky (n. 16 de julio de 1942) es un filósofo y docente argentino, profesor titular de la Facultad de Ciencias Sociales (UBA) y docente de posgrado en Facultad de Arquitectura, Diseño y Urbanismo (UBA)
Como fundador del Seminario de Diseño (Facultad de Ciencias Sociales, Universidad de Buenos Aires), su obra gira en torno a lo que llama la "teoría de la práctica", esto es, el abordaje filosófico sobre la problemática del diseño como disciplina proyectual. Considerando imprescindible distinguir la lógica formal de la lógica específica de la práctica del cuerpo en la experiencia presente (el "sentido práctico", según Bourdieu), propone una teoría para resolver esta problemática. Allí confluyen el pensamiento de Maurice Merleau-Ponty, Cornelius Castoriadis y Pierre Bourdieu.
Ha dirigido múltiples investigaciones académicas y fue en dos oportunidades candidato a dirigir la carrera.

## Obra
- Para una teoría de la práctica. Ensayo sobre la poiética de la obra (2000)
- La Traducción. La transposición de sentido de lo verbal a lo visual en arquitectura (2000)
- La Palabra En La Imagen. Ritornello (2001)